# Diseño de procesadores

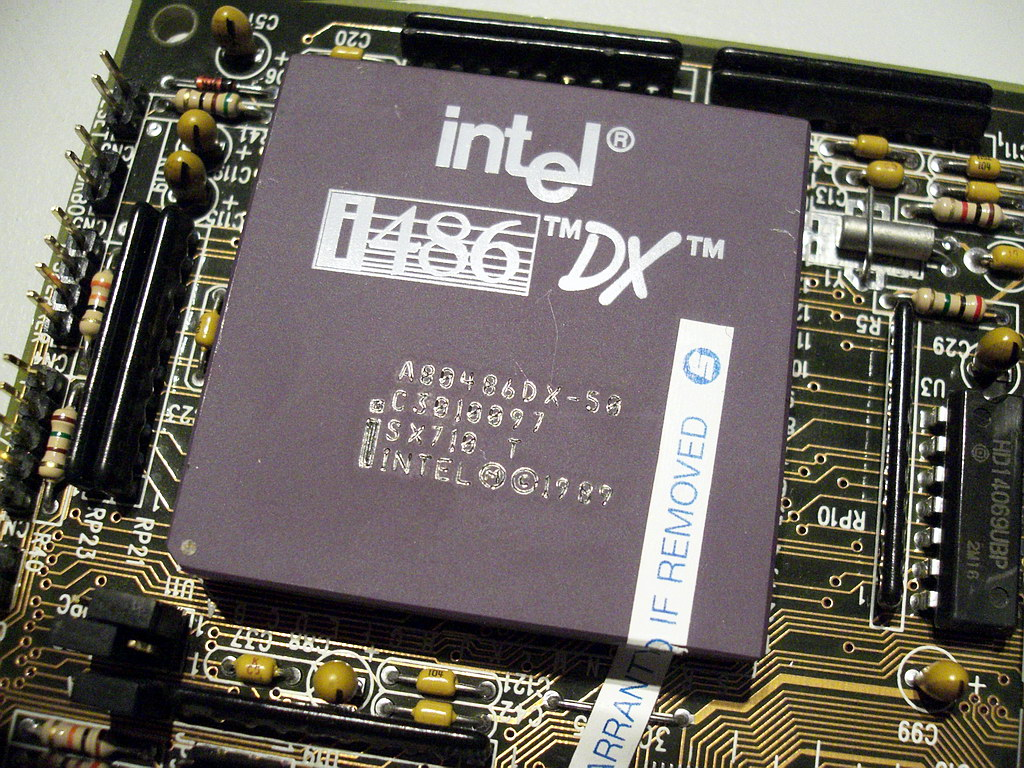
CPU Intel 80486DX-50.

El Diseño de procesadores es un campo de la  ingeniería de ordenadores y de la ingeniería electrónica (fabricación) en todo aquello relativo a la realización de un procesador, un componente muy importante dentro del hardware de ordenador. 
Durante la etapa de diseño hay que escoger un conjunto de instrucciones y un paradigma de ejecución concreto (p. ej. VLIW O RISC) y el comportamiento lógico de la  microarquitectura, pudiendo hacerse le descripción mediante lenguaje Verilog/VHDL.
Para el diseño de microprocesadores, esta descripción incluye también su manufactura empleando algunos de la variedad de procesos de fabricación de dispositivos semiconductores, dando como resultado una pastilla el cual es insertado en un encapsulado. Este encapsulado se puede soldar a una placa de circuito impreso (PCB) o insertado en un zócalo ya soldado previamente.
- Datos: Q1303814